# Sign of the Hammer Tour 1984
Il Sign Of The Hammer Tour  è un tour della band heavy metal Manowar effettuato nel 1984.

## Notizie generali
Questo tour svoltosi dopo la realizzazione dell'omonimo album in Europa ebbe un grande numero di tappe in Gran Bretagna e in Germaniae ebbe molto successo, tanto che al rientro i Manowardecisero di prendersi un anno di pausa.

## Formazione
- Eric Adams - voce
- Joey DeMaio - basso
- Ross the Boss - chitarra
- Scott Columbus - batteria

## Date e tappe
| Data             | Città             | Stato       | Luogo             |
| ---------------- | ----------------- | ----------- | ----------------- |
| 10 ottobre 1984  | Colonia           | Germania    | Sanatory          |
| 11 ottobre 1984  | Norimberga        | Germania    | Redoutensaal      |
| 12 ottobre 1984  | Monaco di Baviera | Germania    | Alabama- Halle    |
| 14 ottobre 1984  | Francoforte       | Germania    | Volksbildungsheim |
| 15 ottobre 1984  | Amburgo           | Germania    | Markthalle        |
| 18 ottobre 1984  | Stoccolma         | Svezia      | Draken            |
| 26 ottobre 1984  | Newcastle         | Inghilterra | City Hall         |
| 27 ottobre 1984  | Edimburgo         | Scozia      | Apollo            |
| 28 ottobre 1984  | Manchester        | Inghilterra | Appollo           |
| 30 ottobre 1984  | Portsmouth        | Inghilterra | Guild Hall        |
| 31 ottobre 1984  | Sheffield         | Inghilterra | City Hall         |
| 1º novembre 1984 | Birmingham        | Inghilterra | Odeon             |
| 3 novembre 1984  | Ipswich           | Inghilterra | Gaumont Theatre   |
| 4 novembre 1984  | Bristol           | Inghilterra | Colston Hall      |
| 5 novembre 1984  | Londra            | Inghilterra | Hammersmith Odeon |